# François Jean Sautter
Pour les articles homonymes, voir Sautter.
François Jean Sautter, né le 8 avril 1746 à Genève et mort dans la même ville le 20 avril 1819, est un général suisse de la Révolution et de l’Empire.

## États de service
Chef d’un corps de dragons au service de la République de Genève de 1768 à 1782, il commande la Garde nationale de Saint-Amarin en Haute-Alsace d’avril 1790, au 1er septembre 1791. Le 24 septembre 1791, il est élu lieutenant-colonel au 3e bataillon de volontaires du Haut-Rhin.
Il est promu général de brigade le 25 septembre 1793, et il est affecté dans la division du général Michaud, le 10 octobre suivant. Il est suspendu de ses fonctions le 20 novembre 1793, par les représentants du peuple à l’armée du Rhin.
Il est remis en activité à l’armée du Nord le 12 avril 1794, et le 14 juin il prend le commandement de Bergues, puis d’Arras, et de Cambrai le 20 août 1794. Le 23 février 1795, il est appelé au commandement de Berg-op-Zoom, et le 13 juin 1795, il est mis en congé de réforme. Du 5 avril 1795 au 20 avril 1796, il devient agent militaire du gouvernement dans les départements du Nord et du Pas-de-Calais, pour réunir et envoyer aux armées les réquisitionnaires et les déserteurs à l’intérieur.
En août 1800, il est chargé d’organiser les recrues du département du Loiret, et le 28 mars 1801, il reçoit le commandement de ce département. Il passe au traitement de réforme le 27 avril 1802, et il est admis à la retraite le 6 juin 1811.
De retour en Suisse, il devient major général de la garde nationale de Genève.
Il meurt dans cette ville le 20 avril 1819.

## Sources
- (en) « Generals Who Served in the French Army during the Period 1789 - 1814: Eberle to Exelmans »
- Thierry Pouliquen, « Les généraux français et étrangers ayant servis [sic] dans la Grande Armée » (consulté le 17 janvier 2015)
- François Jean Sautter  sur roglo.eu
- Étienne Charavay, Correspondance générale de Carnot, tome 3, imprimerie Nationale, 1897, p. 363.
- (pl) « Napoléon.org.pl »